# Cơ quan trao đổi học thuật Quốc gia Ba Lan
 Cơ quan trao đổi học thuật quốc gia Ba Lan (NAWA, Ba Lan: Narodowa Agencja Wymiany Akademickiej) là một cơ quan thuộc Chính phủ Ba Lan được thành lập để thực hiện các nhiệm vụ liên quan đến trao đổi song phương giữa các học giả (sinh viên và các nhà khoa học) giữa Ba Lan và các nước khác.

## Tình trạng pháp lý
Kể từ ngày 1 tháng 10 năm 2017, NAWA đã hoạt động theo Đạo luật từ ngày 7 tháng 7 năm 2017 (Tạp chí Luật năm 2017, mục 1530).

## Nhiệm vụ
NAWA cung cấp cho cả sinh viên, nhà nghiên cứu và các tổ chức giáo dục đại học của Ba Lan và nước ngoài học bổng và trợ cấp trong bốn lĩnh vực khác nhau, với trọng tâm chính là tính linh động:
- các chương trình cho sinh viên[2]
- các chương trình cho các nhà khoa học[3]
- các chương trình cho các tổ chức[4]
- các chương trình ngôn ngữ Ba Lan[5]

Ngoài ra, cơ quan này phổ biến thông tin về hệ thống giáo dục đại học và khoa học của Ba Lan tới các quốc gia trên thế giới.
NAWA điều hành chiến dịch Ready, Study, Go! Poland (RSGP)  nhằm mục đích cung cấp thông tin về Ba Lan như một điểm đến học tập và nghiên cứu trong tương lai cho tất cả các ứng cử viên trên thế giới. RSGP tập trung vào việc tham gia các hội chợ giáo dục trên toàn thế giới, điều hành trang web này Lưu trữ ngày 23 tháng 3 năm 2020 tại Wayback Machine và nhiều dự án quảng bá.
Các chương trình cho sinh viên nước ngoài
• Thông qua việc phát triển các chương trình tài trợ và trợ cấp hiện có, NAWA nhằm mục đích phát triển khả năng linh động của sinh viên Ba Lan và khuyến khích người nước ngoài thực hiện nghiên cứu và học tập ở Ba Lan tại một số lĩnh vực được thực hiện bằng cả tiếng Ba Lan và tiếng nước ngoài.
• NAWA điều phối các chương trình học bổng theo các điều khoản được quy định trong các thỏa thuận, với sự cộng tác của các cơ quan ngoại giao và viện nghiên cứu Ba Lan sẽ công bố đề nghị cho sinh viên trên trang web của họ. Số tiền tài trợ sẽ phụ thuộc vào loại khóa học.
• Trang web www.go-poland.pl Lưu trữ ngày 23 tháng 3 năm 2020 tại Wayback Machine đã được Bộ Khoa học và Giáo dục Đại học (MNiSW) lập ra và nhằm mục đích quảng bá Ba Lan (Tại sao Ba Lan) là một quốc gia học tập, không chỉ thông qua chương trình Erasmus +. Trang web này là một nguồn thông tin về hệ thống giáo dục đại học và giải đáp các thắc mắc quan trọng đối với sinh viên, ví dụ học phí là bao nhiêu, cuộc sống và công việc ở Ba Lan như thế nào.
• Tại www.go-poland.pl Lưu trữ ngày 27 tháng 3 năm 2020 tại Wayback Machine, bạn cũng có thể tìm thấy các cuộc phỏng vấn với sinh viên tốt nghiệp cùng nhận xét và lời khuyên của họ.
• Tìm kiếm các lĩnh vực nghiên cứu phù hợp thực tế là rất tốt. Việc lựa chọn một lộ trình giáo dục phụ thuộc vào tình trạng của một học sinh (quốc tịch của học sinh, sinh viên, Thẻ căn cước Balan) và giúp xác định các quy tắc học tập ở Ba Lan.
- The gen. Anders Programme
- The Banach Scholarship Programme
- The Lukasiewicz Scholarship Programme
- Poland My First Choice Programme
- Exchange Programme for students and scientists as part of bilateral cooperation - offer for incoming students and scientists

Chương trình dành cho các nhà khoa học 
Hỗ trợ di chuyển học thuật là một trong những mục tiêu quan trọng nhất của NAWA. Các cách thức chính mà chúng tôi cố gắng để đạt được mục tiêu này là phát triển một loạt các chương trình dành cho đội ngũ giáo viên.
Các chương trình của NAWA được mở hàng năm:
- Polish Returns
- The Bekker Programme
- The Iwanowska Programme
- The Ulam Programme
- The Walczak Programme
- International cooperation and exchange
- CEEPUS

[9] |291x291px
Các chương trình cho các tổ chức giáo dục 
Một trong những nhiệm vụ cơ bản của NAWA, là khởi xướng và thực hiện các biện pháp hỗ trợ quá trình quốc tế hóa tại HEIs Ba Lan và các tổ chức khoa học. Thực hiện nhiệm vụ này sẽ được hỗ trợ bởi các chương trình, tập trung vào việc hỗ trợ thiết lập quan hệ đối tác quốc tế, phát triển tiềm năng HEI về chương trình giảng dạy và chuẩn bị cơ sở hạ tầng tổ chức để phù hợp với quốc tế hóa.
- The Modern Foreign Promotion Programme
- PROM Programme
- International Academic Partnerships
- Welcome to Poland
- STER - Doctoral scholarships for foreigners
- KATAMARAN - Establishing and conducting joint second-cycle studies
- CEEPUS

Các chương trình về ngôn ngữ Ba Lan
Một trong những mục tiêu của NAWA là thúc đẩy tiếng Ba Lan ra bên ngoài  lãnh thổ của Cộng hòa Ba Lan bằng cách thúc đẩy việc học tiếng Ba Lan như một ngoại ngữ, hỗ trợ các hoạt động nhằm mục đích chuyên nghiệp hóa giảng dạy và duy trì liên lạc lâu dài với các trung tâm học thuật và các tổ chức liên quan đến giảng dạy tiếng Ba Lan như cũng như nâng cao uy tín của tiếng Ba Lan như một ngôn ngữ nước ngoài, được học bởi gần 10.000 người trên toàn thế giới.
Phòng  Ngôn ngữ Ba Lan giám sát việc cung cấp các kỳ thi chứng chỉ nhà nước bằng tiếng Ba Lan như một ngoại ngữ được tổ chức tại hơn 20 trung tâm thi ở Ba Lan và nước ngoài. Nó cũng cung cấp các hoạt động hỗ trợ dạy tiếng Ba Lan như một ngôn ngữ nước ngoài tại các trung tâm học thuật nước ngoài bằng cách cử giáo viên tiếng Ba Lan thực hiện các khóa học ngôn ngữ. Nó tạo điều kiện cho những người học tiếng Ba Lan và những người dự định bắt đầu học ngôn ngữ để tham gia các khóa học chuyên sâu về tiếng Ba Lan và văn hóa được tổ chức tại Ba Lan. Phòng  quản lý ngôn ngữ đưa ra lời kêu gọi đề xuất nhằm nâng cao trình độ tiếng Ba Lan và cho phép người nước ngoài và thanh niên Ba Lan thường trú ở nước ngoài học tiếng Ba Lan tại các cơ sở giáo dục đại học ở Ba Lan. Nó tập trung vào việc thúc đẩy ngôn ngữ và văn hóa Ba Lan, quốc tế hóa các nghiên cứu Ba Lan, nghiên cứu về khoa học chính trị, xã hội học và quan hệ quốc tế bằng cách cho phép các công dân của các nước phát triển thực hiện một phần nghiên cứu hoặc nghiên cứu học thuật trong lĩnh vực ngôn ngữ, văn hóa và lịch sử Ba Lan ở Ba Lan.
- Certification
- Teachers Programme
- Polish language and culture summer courses
- Promotion of the Polish language
- POLONISTA